# K-PAX
《K星異客》（英語：K-PAX）是美國作家吉恩·布魯爾於1995年所創作的科幻小說。在2001年改編成同名電影《K星異客》。

## 小说系列
- 《K-PAX》（1995）
- 《K-PAX II: On a Beam of Light》（2001）
- 《K-PAX III: Worlds of Prot》（2002）
- 《K-PAX IV: A New Visitor from the Constellation Lyra》（2007）
- 《K-PAX V: The Coming of the Bullocks》（2014）

## 简介
曼哈顿大中央車站发生一起抢劫案，警察赶到现场后，发现一名白人男子，他对警察的问题回答相当奇怪，之后警察将他送进了Bellevue Hospital医院。结果显示他虽然没有疾病，却有奇怪的错觉，他自称为"prot"，来自天琴座名叫K-PAX的星球。最终他被转入曼哈顿精神病学研究所(MPI)，在那里他遇见了Gene Brewer博士。
Brewer在调查后发现，prot可能是Robert Porter的多重人格表现，Robert Porter在妻子和孩子被杀害后，杀死了凶手，成为了prot。
最终，prot回到母星，而Robert Porter处于紧张性精神分裂症的状态，另一个病人Bess（prot答应带她去K-PAX）和prot的一箱子纪念物品都消失不见。

## 小说
| 标题               | 中文出版日期 | ISBN               |
| ------------------ | ------------ | ------------------ |
| 索拉利斯星·K星异客 | 2003年9月    | ISBN 9787536453272 |